# Лу Дейкстра
Люйцен «Лу» Дейкстра (нід. Luitzen «Lou» Dijkstra; 7 травня 1909 — 24 квітня 1964) — нідерландський ковзаняр, учасник Зимових Олімпійських ігор 1936 року.
Він народився 1909 року в Пасенсі у Фрісландії.
Його найкращим результатом було друге місце на чемпіонаті Нідерландів 1933 року.
На Олімпійських іграх у 1936 році він посів 16-е місце на дистанції 5000 метрів, 20-е місце на дистанції 1500 метрів, 20-е місце на дистанції 10000 метрів і 24-е місце на дистанції 500 метрів.
Дейкстра також був заслуженим велосипедистом, моряком і футболістом. Він був воротарем у клубі VUC (Гаага). За фахом — лікар. Він став лікарем загальної практики в Аккрюмі та переїхав до Амстелвена у 1942 році.
Дейкстра був батьком Шаук'є Дейкстри, фігуристки, яка виграла золоту медаль на зимових Олімпійських іграх 1964 року.
Він загинув у 1964 році у дорожньо-транспортній пригоді у місті Амстелвен.